# Grêmio Esportivo Sete de Setembro
Grêmio Esportivo Sete de Setembro ( mais conhecido como Sete de Setembro ou Sete) é um clube de futebol amador da cidade de Diadema, Região Metropolitana de São Paulo, ABCD Paulista.
Fundado em 15 de Novembro de 1961, é um dos clubes mais tradicionais da cidade e hoje Disputa o Campeonato Especial de Diadema ( Elite do Futebol diademense ).
A equipe faz parte do Projeto Sou Varzeano Legítimo que visa o resgate da várzea e não pagar salários para jogadores amadores.

## História[2]
Fundado em 15 de Novembro de 1961 por Romeu Zamengo, Dante Zamengo, Francisco Isidoro, Oscar Bonafim, Luiz Moretti, Antônio Elias Itapura, João Silvério, Dirceu, Aílton, Renato de Assis e Sérgio Barrão. Sendo essa a primeira Diretoria do Grêmio Esportivo Sete de Setembro.
Clube leva esse nome em homenagem ao bairro parque Sete de Setembro, da cidade de Diadema onde foi criado por um grupo de amigos que sempre se reuniam. 
Iniciamento eram disputados campeonatos em várias categorias esportivas ( ex. Basquete, futsal, volei, etc), porem sempre concentrou suas forças no futebol em disputas dos campeonatos realizados pela Liga de Futebol de Diadema, que é filiada á Federação Paulista de Futebol (FPF).

## Títulos[4]
Principais títulos:
- Bi Campeão Amador da 1ª Divisão 1981 e 2015
- Bi Campeão Veteranissimo (SUB-40) 1998, 2004.
- Tri Campeão Dentinho de Leite (SUB-11) 1985, 2014 e 2015
- Vice Campeão COPA PAULO LEITE 2013 / 2014.
- Vice Campeão Amador 1ª Divisão 1978, 1979, 1980.
- Vice Campeão Veterano (SUB-35) 1989.
- Vice Campeão Juvenil (SUB-17) 1981, 2013.

## Sede Social

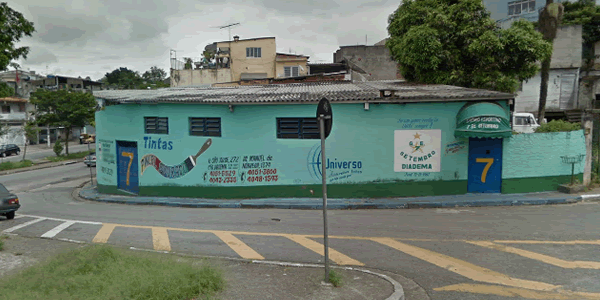
Sede Social

Localizada na Avenida Doutor Ulysses Guimarães, 463 - Pq. Sete de Setembro, Diadema - SP.
Capacidade para 200 pessoas.